# Verein für Leibesübungen Wolfsburg 2019-2020 (femminile)
Questa voce raccoglie le informazioni riguardanti la squadra femminile del Verein für Leibesübungen Wolfsburg nelle competizioni ufficiali della stagione 2019-2020.

## Stagione
La stagione 2019-2020 della squadra femminile del VfL Wolfsburg è partita con una serie di partenze, tra le quali quella di Caroline Graham Hansen al Barcellona e dei difensori Nilla Fischer e Babett Peter dopo 6 e 5 stagioni, rispettivamente, in bianco-verde. In ingresso sono arrivate Fridolina Rolfö dal Bayern Monaco, Svenja Huth e Felicitas Rauch dal Turbine Potsdam, e l'olandese Dominique Bloodworth dall'Arsenal.
La stagione è stata caratterizzata dalla sospensione dei tornei da marzo a giugno circa a causa della pandemia di COVID-19. La Frauen-Bundesliga e la DFB-Pokal der Frauen sono state interrotte all'inizio del mese di marzo 2020 e sono state riprese nel mese di giugno, mentre la UEFA Women's Champions League è ripresa nella seconda metà di agosto con la disputa di quarti, semifinali e finale in campo neutro e gara secca.
In Frauen-Bundesliga il Wolfsburg ha vinto il suo sesto titolo, il quarto consecutivo. Il campionato è stato concluso con 62 punti, frutto di 20 vittorie, due pareggi e nessuna sconfitta, e otto punti di vantaggio sul Bayern Monaco, secondo classificato, col Wolfsburg in testa alla classifica sin dall'inizio del campionato. La squadra è nuovamente arrivata in finale di DFB-Pokal der Frauen, superando il SGS Essen ai tiri di rigore, dopo che anche i tempi supplementari si erano conclusi in parità sul 3-3, vincendo la coppa per la sesta volta di fila.
In UEFA Women's Champions League il Wolfsburg è arrivato fino in finale, dove è stato sconfitto nuovamente e per la terza volta dell'Olympique Lione per 3-1. Nei turni precedenti il Wolfsburg aveva eliminato in sequenza: le kosovare del Mitrovica nei sedicesimi, le olandesi del Twente negli ottavi, le scozzesi del Glasgow City nei quarti e le spagnole del Barcellona in semifinale.
Vista la situazione anomala creatasi con la sospensione dei campionati per la pandemia di COVID-19 e lo spostamento delle gare della Women's Champions League al mese di agosto 2020, la UEFA ha concesso alle otto squadre partecipanti ai quarti di finale della Women's Champions League di registrare sei nuove calciatrici, messe sotto contratto dal 1º luglio 2020. Il Wolfsburg ha registrato Katarzyna Kiedrzynek, Kathrin Hendrich, Lena Oberdorf e Pauline Bremer, messe sotto contratto per la stagione 2020-2021.

## Divise e sponsor
Le tenute di gioco sono le stesse del Wolfsburg maschile. Il main sponsor era l'azienda proprietaria della società, la casa automobilistica Volkswagen tramite l'iconico marchio VW stampato sulla parte anteriore della maglietta, mentre quello tecnico, fornitore delle tenute di gioco, era Nike.
| Casa | Trasferta | Terza divisa |

## Organigramma societario
Area tecnica
- Allenatore: Stephan Lerch
- Vice allenatore: Ariane Hingst
- Vice allenatore: Theresa Merk
- Preparatore dei portieri: Frank Pichatzek, Patrick Platins

## Rosa
| N. |                        | Ruolo | Calciatrice              |
| -- | ---------------------- | ----- | ------------------------ |
| 1  | Germania (bandiera)    | P     | Almuth Schult            |
| 2  | Germania (bandiera)    | C     | Anna-Lena Stolze         |
| 3  | Ungheria (bandiera)    | C     | Zsanett Jakabfi          |
| 5  | Portogallo (bandiera)  | C     | Cláudia Neto             |
| 6  | Paesi Bassi (bandiera) | D     | Dominique Bloodworth     |
| 7  | Islanda (bandiera)     | C     | Sara Björk Gunnarsdóttir |
| 2  | Germania (bandiera)    | C     | Babett Peter             |
| 8  | Svezia (bandiera)      | C     | Madelen Janogy           |
| 9  | Germania (bandiera)    | C     | Anna Blässe              |
| 10 | Germania (bandiera)    | A     | Svenja Huth              |
| 11 | Germania (bandiera)    | A     | Alexandra Popp           |
| 12 | Germania (bandiera)    | P     | Jana Burmeister          |
| 13 | Germania (bandiera)    | D     | Felicitas Rauch          |

| N. |                      | Ruolo | Calciatrice            |
| -- | -------------------- | ----- | ---------------------- |
| 15 | Norvegia (bandiera)  | C     | Ingrid Syrstad Engen   |
| 16 | Svizzera (bandiera)  | D     | Noelle Maritz          |
| 17 | Polonia (bandiera)   | A     | Ewa Pajor              |
| 19 | Norvegia (bandiera)  | C     | Kristine Minde         |
| 20 | Germania (bandiera)  | C     | Pia-Sophie Wolter      |
| 21 | Svizzera (bandiera)  | C     | Lara Dickenmann        |
| 22 | Danimarca (bandiera) | A     | Pernille Harder        |
| 23 | Germania (bandiera)  | D     | Sara Doorsoun          |
| 24 | Germania (bandiera)  | D     | Maria-Joelle Wedemeyer |
| 27 | Germania (bandiera)  | P     | Friederike Abt         |
| 28 | Germania (bandiera)  | C     | Lena Goeßling          |
| 33 | Germania (bandiera)  | P     | Melina Loeck           |
| 36 | Svezia (bandiera)    | P     | Hedvig Lindahl         |

## Calciomercato

### Sessione estiva
| Acquisti | Acquisti             | Acquisti        | Acquisti   |
| R.       | Nome                 | da              | Modalità   |
| -------- | -------------------- | --------------- | ---------- |
| P        | Friederike Abt       | Hoffenheim      | definitivo |
| P        | Hedvig Lindahl       | Chelsea         | definitivo |
| D        | Dominique Bloodworth | Arsenal         | definitivo |
| D        | Felicitas Rauch      | Turbine Potsdam | definitivo |
| C        | Ingrid Syrstad Engen | LSK Kvinner     | definitivo |
| C        | Fridolina Rolfö      | Bayern Monaco   | definitivo |
| A        | Svenja Huth          | Turbine Potsdam | definitivo |

| Cessioni | Cessioni               | Cessioni          | Cessioni   |
| R.       | Nome                   | a                 | Modalità   |
| -------- | ---------------------- | ----------------- | ---------- |
| P        | Mary Earps             | Manchester United | definitivo |
| D        | Katharina Baunach      | West Ham          | definitivo |
| D        | Nilla Fischer          | Linköping         | definitivo |
| D        | Babett Peter           | Real Madrid       | definitivo |
| D        | Meret Wittje           | Friburgo          | definitivo |
| C        | Caroline Graham Hansen | Barcellona        | definitivo |
| C        | Ella Masar             |                   | ritirata   |

### Sessione invernale
| Acquisti | Acquisti       | Acquisti | Acquisti   |
| R.       | Nome           | da       | Modalità   |
| -------- | -------------- | -------- | ---------- |
| C        | Madelen Janogy | Piteå IF | definitivo |

| Cessioni | Cessioni         | Cessioni | Cessioni    |
| R.       | Nome             | a        | Modalità    |
| -------- | ---------------- | -------- | ----------- |
| C        | Anna-Lena Stolze | Twente   | in prestito |

## Risultati

### Frauen-Bundesliga

#### Girone di andata
| Arbitro: | Weigelt (Lipsia) |

|                   |           |  |
| Harder 48’ (rig.) | Marcatori |  |

| Arbitro: | Westerhoff (Bochum) |

|           |           |                                                              |
| Makas 34’ | Marcatori | 27’, 31’ Popp 38’ Bloodworth-Janssen 47’ Neto 73’, 83’ Pajor |

| Arbitro: | Wildfeuer (Lubecca) |

|                           |           |  |
| Harder 45’, 65’ Pajor 60’ | Marcatori |  |

| Arbitro: | Kunkel (Amburgo) |

|  |           |                                 |
|  | Marcatori | 3’ Gunnarsdóttir 76’, 90’ Pajor |

| Arbitro: | Stolz (Pritzwalk) |

|                                                                                      |           |             |
| Popp 8’, 14’ Maritz 41’ Harder 52’ (rig.), 57’, 70’ Bloodworth-Janssen 74’ Rauch 90’ | Marcatori | 49’ Görlitz |

| Arbitro: | Michel (Gau-Odernheim) |

|  |           |                                                        |
|  | Marcatori | 11’, 44’ Gunnarsdóttir 18’ Maritz 55’ Rolfö 63’ Harder |

| Arbitro: | Biehl (Siesbach) |

|  |           |                                                   |
|  | Marcatori | 38’ Rolfö 42’ (rig.) Harder 53’ (aut.) Kleinherne |

| Arbitro: | Söder (Ingolstadt) |

|                                                                          |           |           |
| Wolter 7’ Harder 35’ Klasen 55’ (aut.) Gunnarsdóttir 85’ (rig.) Neto 87’ | Marcatori | 60’ Knaak |

| Arbitro: | Appelmann (Alzey) |

|  |           |                                                                                      |
|  | Marcatori | 10’ Jakabfi 23’, 28’ Pajor 38’ (rig.), 45’, 81’ Harder 87’ Gunnarsdóttir 90+2’ Engen |

| Arbitro: | Wacker (Marbach am Neckar) |

|         |           |              |
| Popp 4’ | Marcatori | 77’ Islacker |

| Arbitro: | Weigelt (Lipsia) |

|  |           |                                                                 |
|  | Marcatori | 11’ Pajor 15’, 36’, 52’ Harder 18’ Maritz 53’ Rolfö 89’ Jakabfi |

#### Girone di ritorno
| Arbitro: | Schwermer (Rieder) |

|  |           |                                         |
|  | Marcatori | 10’ Jakabfi 27’, 50’ (rig.), 81’ Harder |

| Arbitro: | Wildfeuer (Lubecca) |

|                                         |           |  |
| Popp 50’ Engen 56’ Blässe 66’ Pajor 86’ | Marcatori |  |

| Arbitro: | Söder (Ingolstadt) |

|                     |           |                                            |
| Rall 72’ Bühler 84’ | Marcatori | 6’ Rolfö 15’, 80’ Harder 23’ Popp 70’ Huth |

| Arbitro: | Rafalski (Baunatal) |

|                                               |           |               |
| Pajor 1’, 87’ Harder 11’ Popp 14’ Jakabfi 80’ | Marcatori | 12’ Prašnikar |

| Arbitro: | Heimann (Gladbeck) |

|  |           |                                                     |
|  | Marcatori | 6’ Harder 8’, 37’ Jakabfi 28’, 57’ Pajor 75’ Wolter |

| Arbitro: | Hussein (Bad Harzburg) |

|                                          |           |  |
| Harder 33’ (rig.), 78’ Huth 45’ Popp 65’ | Marcatori |  |

| Arbitro: | Wildfeuer (Lubecca) |

|                                           |           |              |
| Popp 4’ Rolfö 37’ Huth 45’, 70’ Pajor 51’ | Marcatori | 56’ Freigang |

| Arbitro: | Biehl (Siesbach) |

|  |           |                           |
|  | Marcatori | 30’, 46’ Pajor 45’ Harder |

| Arbitro: | Kunkel (Amburgo) |

|                          |           |  |
| Wedemeyer 32’ Harder 47’ | Marcatori |  |

| Monaco di Baviera 21 giugno 2020, ore 13:00 CEST 21ª giornata | Bayern Monaco              | 0 – 0 referto | Wolfsburg | Campus FC Bayern München, platz 1 (0 spett.)\| Arbitro: \| Wacker (Marbach am Neckar) \| |
| Arbitro:                                                      | Wacker (Marbach am Neckar) |               |           |                                                                                          |

| Arbitro: | Heidenreich (Bad Schwartau) |

|                                                     |           |  |
| Jakabfi 16’ Popp 20’ Rolfö 40’ Engen 66’ Harder 78’ | Marcatori |  |

### DFB-Pokal der Frauen
| Arbitro: | Kunkel (Amburgo) |

|  |           |                           |
|  | Marcatori | 16’ Wolter 89’ Dickenmann |

| Arbitro: | Rafalski (Baunatal) |

|                 |           |                                         |
| Damnjanović 45’ | Marcatori | 21’, 90+5’ Pajor 75’ Janssen-Bloodworth |

| Arbitro: | Diekmann (Dortmund) |

|  |           |                              |
|  | Marcatori | 14’, 62’ Dickenmann 51’ Popp |

| Arbitro: | Derlin (Bad Schwartau) |

|  |           |                                                              |
|  | Marcatori | 16’ (rig.) Harder 38’ Wolter 52’, 81’ Neto 88’ Gunnarsdóttir |

| Arbitro: | Westerhoff |

|                                              |                      |                                          |
| Harder 11’ Blässe 70’ Janssen-Bloodworth 86’ | Marcatori            | 1’ Schüller 18’ Hegering 90+1’ Ioannidou |
| Janssen-Bloodworth Neto Popp Goeßling Harder | Tiri di rigore 4 – 2 | Schüller Oberdorf Ioannidou Brüggemann   |

### UEFA Women's Champions League
| Arbitro: | Christensen |

|  |           |                                                                                               |
|  | Marcatori | 14’ Rauch 28’, 63’ Maritz 33’ Huth 46’, 48’ (rig.), 67’ Harder 79’ Jakabfi 85’ Neto 87’ Minde |

| Arbitro: | Özçiğdem |

|                                                                     |           |  |
| Neto 24’ Harder 29’ Jakabfi 38’ Wolter 55’ Gunnarsdóttir 86’ (rig.) | Marcatori |  |

| Arbitro: | Huerta de Aza |

|                                                           |           |  |
| Jakabfi 24’, 37’ Bloodworth 60’, 89’ Harder 71’ Rolfö 78’ | Marcatori |  |

| Arbitro: | Staubli |

|  |           |            |
|  | Marcatori | 17’ Blässe |

| Arbitro: | Olofsson |

|          |           |                                                                                            |
| Wade 63’ | Marcatori | 16’, 45+3’, 56’, 72’ Harder 20’, 45’ Syrstad Engen 67’ Rauch 80’ (aut.), 90+5’ (aut.) Ross |

| Arbitro: | Kulcsár |

|           |           |  |
| Rolfö 58’ | Marcatori |  |

| Arbitro: | Esther Staubli |

|          |           |                                             |
| Popp 58’ | Marcatori | 25’ Le Sommer 44’ Kumagai 88’ Gunnarsdóttir |

## Statistiche

### Statistiche di squadra
| Competizione         | Punti | In casa | In casa | In casa | In casa | In casa | In casa | In trasferta | In trasferta | In trasferta | In trasferta | In trasferta | In trasferta | Totale | Totale | Totale | Totale | Totale | Totale | DR   |
| Competizione         | Punti | G       | V       | N       | P       | Gf      | Gs      | G            | V            | N            | P            | Gf           | Gs           | G      | V      | N      | P      | Gf     | Gs     | DR   |
| -------------------- | ----- | ------- | ------- | ------- | ------- | ------- | ------- | ------------ | ------------ | ------------ | ------------ | ------------ | ------------ | ------ | ------ | ------ | ------ | ------ | ------ | ---- |
| Frauen-Bundesliga    | 62    | 11      | 10      | 1       | 0       | 43      | 5       | 11           | 10           | 1            | 0            | 50           | 3            | 22     | 20     | 2      | 0      | 93     | 8      | +85  |
| DFB-Pokal der Frauen | -     | 0       | 0       | 0       | 0       | 0       | 0       | 4            | 4            | 0            | 0            | 13           | 1            | 5      | 4      | 1      | 0      | 16     | 4      | +12  |
| Champions League     | -     | 2       | 2       | 0       | 0       | 11      | 0       | 2            | 2            | 0            | 0            | 11           | 0            | 7      | 6      | 0      | 1      | 33     | 4      | +29  |
| Totale               | -     | 13      | 12      | 1       | 0       | 54      | 5       | 17           | 16           | 1            | 0            | 74           | 4            | 34     | 30     | 3      | 1      | 142    | 16     | +126 |

### Andamento in campionato
| Giornata  | 1 | 2 | 3 | 4 | 5 | 6 | 7 | 8 | 9 | 10 | 11 | 12 | 13 | 14 | 15 | 16 | 17 | 18 | 19 | 20 | 21 | 22 |
| --------- | - | - | - | - | - | - | - | - | - | -- | -- | -- | -- | -- | -- | -- | -- | -- | -- | -- | -- | -- |
| Luogo     | C | T | C | T | C | T | T | C | T | C  | T  | T  | C  | T  | C  | T  | C  | C  | T  | C  | T  | C  |
| Risultato | V | V | V | V | V | V | V | V | V | N  | V  | V  | V  | V  | V  | V  | V  | V  | V  | V  | N  | V  |
| Posizione | 6 | 2 | 1 | 1 | 1 | 1 | 1 | 1 | 1 | 1  | 1  | 1  | 1  | 1  | 1  | 1  | 1  | 1  | 1  | 1  | 1  | 1  |

Legenda:

Luogo: C = Casa; T = Trasferta. Risultato: V = Vittoria; N = Pareggio; P = Sconfitta.

### Statistiche delle giocatrici
| Giocatore        | Frauen-Bundesliga | Frauen-Bundesliga | Frauen-Bundesliga | Frauen-Bundesliga | DFB-Pokal der Frauen | DFB-Pokal der Frauen | DFB-Pokal der Frauen | DFB-Pokal der Frauen | Champions League | Champions League | Champions League | Champions League | Totale   | Totale | Totale      | Totale     |
| Giocatore        | Presenze          | Reti              | Ammonizioni       | Espulsioni        | Presenze             | Reti                 | Ammonizioni          | Espulsioni           | Presenze         | Reti             | Ammonizioni      | Espulsioni       | Presenze | Reti   | Ammonizioni | Espulsioni |
| ---------------- | ----------------- | ----------------- | ----------------- | ----------------- | -------------------- | -------------------- | -------------------- | -------------------- | ---------------- | ---------------- | ---------------- | ---------------- | -------- | ------ | ----------- | ---------- |
| F. Abt           | 5                 | -1                | 0                 | 0                 | 4                    | -3                   | 0                    | 0                    | 4                | -4               | 0                | 0                | 13       | -8     | 0           | 0          |
| A. Blässe        | 14                | 1                 | 0                 | 0                 | 4                    | 1                    | 1                    | 0                    | 5                | 1                | 1                | 0                | 23       | 3      | 2           | 0          |
| D. Bloodworth    | 19                | 2                 | 1                 | 0                 | 3                    | 2                    | 0                    | 0                    | 7                | 2                | 0                | 0                | 29       | 6      | 1           | 0          |
| P. Bremer        | -                 | -                 | -                 | -                 | -                    | -                    | -                    | -                    | 3                | 0                | 0                | 0                | 3        | 0      | 0           | 0          |
| J. Burmeister    | 0                 | 0                 | 0                 | 0                 | 0                    | 0                    | 0                    | 0                    | -                | -                | -                | -                | 0        | 0      | 0           | 0          |
| L. Dickenmann    | 7                 | 0                 | 0                 | 0                 | 3                    | 3                    | 0                    | 0                    | 1                | 0                | 0                | 0                | 11       | 3      | 0           | 0          |
| S. Doorsoun      | 12                | 0                 | 3                 | 0                 | 2                    | 0                    | 0                    | 0                    | 5                | 0                | 0                | 0                | 19       | 0      | 3           | 0          |
| L. Goeßling      | 22                | 1                 | 3                 | 0                 | 4                    | 0                    | 1                    | 0                    | 4                | 0                | 0                | 0                | 30       | 1      | 4           | 0          |
| S. Gunnarsdóttir | 16                | 5                 | 0                 | 0                 | 3                    | 1                    | 0                    | 0                    | 3                | 1                | 0                | 0                | 22       | 7      | 0           | 0          |
| P. Harder        | 21                | 27                | 0                 | 0                 | 5                    | 2                    | 1                    | 0                    | 7                | 9                | 0                | 0                | 33       | 38     | 1           | 0          |
| K. Hendrich      | -                 | -                 | -                 | -                 | -                    | -                    | -                    | -                    | 3                | 0                | 0                | 0                | 3        | 0      | 0           | 0          |
| S. Huth          | 13                | 4                 | 0                 | 0                 | 3                    | 0                    | 0                    | 0                    | 4                | 1                | 1                | 0                | 20       | 5      | 1           | 0          |
| Z. Jakabfi       | 17                | 7                 | 0                 | 0                 | 3                    | 0                    | 0                    | 0                    | 4                | 4                | 0                | 0                | 24       | 11     | 0           | 0          |
| K. Kiedrzynek    | -                 | -                 | -                 | -                 | -                    | -                    | -                    | -                    | 0                | 0                | 0                | 0                | 0        | 0      | 0           | 0          |
| H. Lindahl       | 17                | -7                | 0                 | 0                 | 1                    | -1                   | 0                    | 0                    | 3                | 0                | 0                | 0                | 21       | -8     | 0           | 0          |
| M. Loeck         | 0                 | 0                 | 0                 | 0                 | 0                    | 0                    | 0                    | 0                    | -                | -                | -                | -                | 0        | 0      | 0           | 0          |
| N. Maritz        | 18                | 3                 | 2                 | 0                 | 5                    | 0                    | 0                    | 0                    | 4                | 2                | 0                | 0                | 27       | 5      | 2           | 0          |
| K. Minde         | 8                 | 0                 | 0                 | 0                 | 3                    | 0                    | 0                    | 0                    | 2                | 1                | 0                | 0                | 13       | 1      | 0           | 0          |
| C. Neto          | 11                | 2                 | 0                 | 0                 | 3                    | 2                    | 0                    | 0                    | 4                | 2                | 0                | 0                | 18       | 6      | 0           | 0          |
| L. Oberdorf      | -                 | -                 | -                 | -                 | -                    | -                    | -                    | -                    | 3                | 0                | 0                | 0                | 3        | 0      | 0           | 0          |
| E. Pajor         | 17                | 16                | 0                 | 0                 | 3                    | 2                    | 0                    | 0                    | 4                | 1                | 0                | 0                | 24       | 19     | 0           | 0          |
| B. Peter         | 0                 | 0                 | 0                 | 0                 | 1                    | 0                    | 0                    | 0                    | 0                | 0                | 0                | 0                | 1        | 0      | 0           | 0          |
| A. Popp          | 20                | 11                | 2                 | 0                 | 4                    | 1                    | 1                    | 0                    | 5                | 1                | 1                | 0                | 29       | 13     | 4           | 0          |
| F. Rauch         | 16                | 1                 | 1                 | 0                 | 1                    | 0                    | 0                    | 0                    | 5                | 1                | 0                | 0                | 22       | 2      | 1           | 0          |
| F. Rolfö         | 11                | 6                 | 0                 | 0                 | 4                    | 0                    | 0                    | 0                    | 4                | 2                | 0                | 0                | 19       | 8      | 0           | 0          |
| A. Schult        | 0                 | 0                 | 0                 | 0                 | 0                    | 0                    | 0                    | 0                    | 0                | 0                | 0                | 0                | 0        | 0      | 0           | 0          |
| A. Stolze        | 1                 | 0                 | 0                 | 0                 | 1                    | 0                    | 0                    | 0                    | 1                | 0                | 0                | 0                | 3        | 0      | 0           | 0          |
| I. Syrstad Engen | 21                | 3                 | 1                 | 0                 | 4                    | 0                    | 0                    | 0                    | 7                | 2                | 0                | 0                | 32       | 5      | 1           | 0          |
| M. Wedemeyer     | 16                | 1                 | 2                 | 0                 | 4                    | 0                    | 0                    | 0                    | 5                | 0                | 1                | 0                | 25       | 1      | 3           | 0          |
| P. Wolter        | 18                | 2                 | 1                 | 0                 | 5                    | 2                    | 1                    | 0                    | 4                | 1                | 0                | 0                | 27       | 5      | 2           | 0          |